# 石嘴山市
石嘴山市（せきしざん-し）は中華人民共和国寧夏回族自治区に位置する地級市。
俗称は石嘴子。賀蘭山の石が嘴にて突出していることからその名を得た。面積4,703平方キロメートル。

## 歴史
1960年1月7日に石嘴山市の設立。

## 地理
寧夏回族自治区の北部に位置し、銀川市、内モンゴル自治区と接する。黄河の西岸に位置する。

## 行政区画
2市轄区・1県を管轄する。
- 市轄区：
  - 大武口区・恵農区
- 県：
  - 平羅県

| 石嘴山市の地図         |
| ---------------------- |
| 大武口区 恵農区 平羅県 |

### 年表
この節の出典

#### 銀北地区
- 1972年2月23日 - 寧夏回族自治区石嘴山市・平羅県・陶楽県・賀蘭県を編入。銀北地区が成立。(1市3県)
- 1975年11月23日 
  - 石嘴山市が地級市の石嘴山市に昇格。
  - 賀蘭県が銀川市に編入。
  - 平羅県・陶楽県が石嘴山市に編入。

#### 石嘴山市
- 1975年11月23日 - 銀北地区石嘴山市が地級市の石嘴山市に昇格。(1市2県)
  - 銀北地区平羅県・陶楽県を編入。
- 1975年12月5日 - 一区から三区までの区が成立。(3区2県)
- 1976年12月1日 - 一区・二区・三区の各一部が合併し、郊区が発足。(4区2県)
- 1981年 - 一区が大武口区に、二区が石嘴山区に、三区が石炭井区にそれぞれ改称。(4区2県)
- 1987年1月23日 (3区3県)
  - 郊区の一部が分立し、恵農県が発足。
  - 郊区の残部が大武口区・石嘴山区に分割編入。
- 2002年10月19日 - 石炭井区および平羅県の一部が大武口区に編入。(2区3県)
- 2003年12月31日 (2区1県)
  - 恵農県・石嘴山区が合併し、恵農区が発足。
  - 陶楽県が平羅県、銀川市興慶区に分割編入。

## 交通
- 鉄道
  - 包蘭線（内モンゴル自治区包頭市 - 甘粛省蘭州市）
- 道路
  - 石中高速道路

## 友好都市
- 浜田市（日本島根県）1994年11月2日